# Марко Пешић
Марко Пешић (Сарајево, 6. децембар 1976) јесте немачки кошаркашки функционер и бивши кошаркаш српског порекла. Тренутно је генерални директор КК Бајерн Минхен. Син је кошаркашког тренера Светислава Пешића.
Са кошаркашком репрезентацијом Немачке је освојио сребрну медаљу на Европском првенству 2005. и бронзану на Светском првенству 2002.

## Биографија

### Почеци
Марко Пешић је рођен 6. децембра 1976. године у Сарајеву у тадашњој СФР Југославији. Његов отац Светислав је у то време играо за сарајевски клуб Босну која се тада надметала у Првој лиги Југославије. Преселио се у Немачку 1987. године када је његов отац постао селектор кошаркашке репрезентације те земље.

### Играчка каријера
Већину своје каријере Пешић је провео у Алби из Берлина где је освојио и највише титула. Такође је наступао за Рајненерги из Келна као и за грчки Ираклис и италијанске клубове Лотоматику и Терамо.
Светислав Пешић је био уједно и његов тренер док је наступао за Албу (1995—1999) и Лотоматику (2005—2006).

### Репрезентативна каријера
Са репрезентацијом Немачке Пешић је био вицешампион на Европском првенству 2005. које је играно у Србији и Црној Гори. Такође је са Немачком био трећи на Светском првенству 2002. које је играно у САД.

## Приватно
Бивши немачки кошаркаш Јан Јагла је његов зет.

## Успеси
Као играч
- Шампион Бундеслиге: 6 (са Албом: 1996/97, 1997/98, 1998/99, 2000/01, 2001/02, 2002/03)
- Шампион Купа Немачке: 5 (са Албом: 1996/97, 1998/99, 2001/02, 2002/03; са Рајненерги Келном: 2004/05)

Као функционер
- Шампион Бундеслиге: 3 (са Бајерн Минхеном: 2013/14, 2017/18, 2018/19)
- Шампион Купа Немачке: 2 (са Бајерн Минхеном: 2018, 2021)